# Measure of a Man
Measure of a Man, in Engeland beter bekend als American Summer, is een Amerikaanse komische-dramafilm uit 2018 geregisseerd door Jim Loach. De film is gebaseerd op de roman One Fat Summer van Robert Lipsyte en ging op 11 mei 2018 in première.

## Verhaal
De film volgt de zwaarlijvige tiener Bobby Marks die in de jaren 70 voorduren het mikpunt is van spot en pesterijen op school. Mede hierdoor raakt hij steeds meer onzekerder over zichzelf. Als de tiener in de zomerperiode een vakantiebaantje weet te krijgen bij Dr. Kahn zorgt dit voor een keerpunt in zijn leven als hij dankzij zijn werk daar steeds beter leert om voor zichzelf op te komen.

## Rolverdeling
| acteur                | personage         |
| --------------------- | ----------------- |
| Blake Cooper          | Bobby Marks       |
| Donald Sutherland     | Dr. Kahn          |
| Judy Greer            | Lenore Marks      |
| Luke Wilson           | Marty Marks       |
| Liana Liberato        | Michelle Marks    |
| Beau Knapp            | Willie Rumson     |
| Luke Benward          | Pete Marino       |
| Danielle Rose Russell | Joanie Williams   |
| Sam Keeley            | James 'Jim' Smith |

## Ontvangst
Measure of a Man ging op 11 mei 2018 in première en werd beperkt in de bioscopen uitgebracht voordat hij in augustus van datzelfde jaar op dvd verscheen. De film werd door het publiek gemengd ontvangen. Op Rotten Tomatoes heeft de film een score van 52% op basis van 25 beoordelingen. Metacritic komt op een score van 53/100, gebaseerd op 12 beoordelingen.
In juni 2019 won Blake Cooper de juryprijs in de categorie Beste jeugdoptreden in een speelfilm voor de jeugd tijdens de 59e editie van de Zlín Film Festival.